# Taylorsville (Kentucky)
Taylorsville ist eine Stadt im Spencer County, Kentucky. Die Stadt ist County-Sitz. Das U.S. Census Bureau hat bei der Volkszählung 2020 eine Einwohnerzahl von 1256 ermittelt.

## Geschichte
Taylorsville wurde 1799 von Richard Taylor auf seinem eigenen Land gegründet. Schon bald benannte man den Ort nach seinem Gründer Taylor, zuvor hieß die Stadt jedoch Bellview, offiziell wurde sie dann aber Taylorsville benannt. 1814 wurde Taylorsville in das Spencer County eingegliedert. Die günstige Lage der Stadt am Ohio River ließ Taylorsville schnell zum wirtschaftlichen Schwerpunkt des Countys werden.

## Demographie
Nach dem United States Census 2000 gab es in Taylorsville 427 Haushalte und 234 Familien. Die Bevölkerungsdichte betrug 1.383,4 Einwohner pro Quadratmeile. Die Bevölkerung setzt sich aus 90 Prozent weißer Einwohner, 7,83 Prozent Einwohner afroamerikanischer Herkunft sowie 3,78 Prozent Einwohner anderer Herkunft zusammen.
Das durchschnittliche Einkommen eines Bürgers betrug 19.271 US-Dollar im Jahr.

## Söhne und Töchter der Stadt
- James W. Stone (1813–1854), Politiker
- George G. Gilbert (1849–1909), Politiker
- Ralph Waldo Emerson Gilbert (1882–1939), Politiker
- Cliff Carlisle (1904–1983), Country-Musiker
- Andrew J. Offutt (1934–2013), Schriftsteller

## Trivia
Der Guerilla-Kämpfer William Quantrill, der während des Sezessionskrieges auf Seiten der Südstaaten kämpfte, wurde kurz vor Ende des Krieges nahe Taylorsville getötet.